# Ernst-Otto Stüber
Ernst-Otto Stüber

Link zum Bild

Ernst-Otto Stüber (* 4. Juli 1940 in Hannover) ist ein deutscher Politiker (SPD). Er war von 1994 bis 2004 Oberbürgermeister der Stadt Bochum.
Von der Ausbildung her Journalist (Volontariat 1963–1965, Lokalredakteur bei der Westfälischen Rundschau bis 1970) war Stüber ab 1970 Gewerkschaftsredakteur bei der IG Bergbau und Energie und von 1985 bis 1994 Mitglied des Landtages von Nordrhein-Westfalen. Dieses Mandat legte er am 4. November 1994 nach seiner Wahl zum hauptamtlichen Oberbürgermeister von Bochum nieder; er wurde am 26. September 1999 im Amt bestätigt. Zur Wahl im Jahre 2004 trat er aus Altersgründen nicht mehr an.
Stüber war in der Tarifrunde 2002 des öffentlichen Dienstes in seiner Eigenschaft als Vorsitzender (seit 1998) der Verhandlungsführer der kommunalen Arbeitgeberverbände.
Stüber war Mitglied im Vorstand von pro Ruhrgebiet e.V., einem Verein von Unternehmen und Einzelpersonen, der sich für die Förderung des Strukturwandels in diesem Gebiet einsetzt.
Am 20. Dezember 2010 wurde er in den Aufsichtsrat des VfL Bochum gewählt und hatte dort bis September 2012 den Vorsitz inne. Sein Nachfolger wurde Hans-Peter Villis.
Ernst-Otto Stüber ist verheiratet und hat drei erwachsene Kinder.

## Auszeichnungen/Ehrungen
- 2003 erster Träger der Fiege-Bierkutschermütze für besonderen Einsatz für das Ruhrgebiet
- 2004 Dr.-Ruer-Medaille der Jüdischen Gemeinde Bochum-Hattingen
- 2005 Ehrenbürger der Ruhr-Universität Bochum